# Mnesipenthe prouti
Mnesipenthe prouti är en fjärilsart som beskrevs av Gustaaf Hulstaert 1924. Mnesipenthe prouti ingår i släktet Mnesipenthe och familjen mätare. Inga underarter finns listade i Catalogue of Life.